# Сновидовичи (Ровненская область)
Сновидовичи (укр. Сновидовичі) — село, центр Сновидовичского сельского совета Рокитновского района Ровненской области Украины.
Население по переписи 2001 года составляло 1005 человек. Почтовый индекс — 34250. Телефонный код — 3635. Код КОАТУУ — 5625086201.

## Местный совет
34200, Ровненская обл., Рокитновский р-н, с. Сновидовичи, ул. Гагарина, 2.